# Deinterlacing
Deinterlacing is het converteren van interlaced video, zoals analoge televisie signalen of 1080i-hdtv-signalen, in een niet-interlacete vorm.
Een interlaced videoframe bestaat uit twee beelden genomen in de juiste volgorde, elk achtereenvolgens gescand op oneven en even lijnen van de beeldsensor; analoge televisie gebruikte deze techniek omdat het toestond om minder bandbreedte te gebruiken en overeenstemde met de eigenschappen van CRT-schermen. De elektronenstraal van oude televisies bewoog op en neer en tekende op de heen- en terugweg verschillende beelden, eerst op de even, dan weer op de oneven lijnen. Deze twee beelden werden efficiënt opgeslagen als één enkele frame. Het merendeel van de huidige schermen zijn echter van nature progressief (beeld-na-beeld) wat leidt tot verschillende visuele defecten waarbij dit lijnenpatroon zichtbaar wordt. Deinterlacing technieken proberen deze streepeffecten te repareren of te verhullen.
Interlaced video wordt vaak verward met interleaved video, dat een rol speelt bij signaaloverdracht.